# Prix Marie-Victorin
Pour un article plus général, voir Prix du Québec.

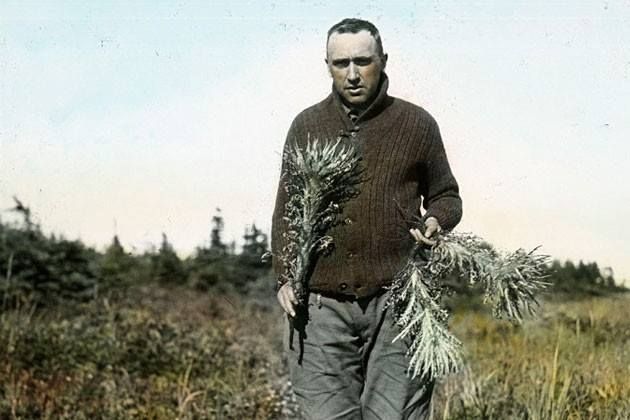
Le frère Marie-Victorin sur une île de l'archipel de Mingan en 1928, tenant un chardon de Mingan (Cirsium scariosum), une espèce de chardon qu'il avait identifiée en 1924.

Le prix Marie-Victorin est l’un des Prix du Québec décernés annuellement par le gouvernement du Québec. Il couronne l'ensemble de la carrière et de l'œuvre d'un scientifique québécois ayant œuvré dans un domaine autre que le domaine biomédical. Il est nommé en mémoire du frère Marie-Victorin.

## Description du prix
Ce prix s'adresse aux chercheurs de sciences pures ou appliquées dont les travaux relèvent du domaine des sciences exactes et naturelles, des sciences de l'ingénierie et technologiques, ainsi que des sciences agricoles, à l'exception des chercheurs ayant œuvré dans le domaine biomédical (ceux-ci sont reconnus par le prix Wilder-Penfield).
Les critères d’éligibilité au prix sont :
- le candidat doit être citoyen canadien et vivre ou avoir vécu au Québec ;
- une personne ne peut recevoir deux fois le même prix, mais elle peut en recevoir plus d'un la même année ;
- un prix ne peut être attribué à plusieurs personnes à moins que ces personnes participent à des réalisations conjointes ;
- un prix ne peut être attribué à titre posthume.

Le prix :
- une bourse non imposable de 30 000 $ ;
- une médaille en argent réalisée par un artiste québécois ;
- un parchemin calligraphié et un bouton de revers portant le symbole des Prix du Québec ;
- une pièce de joaillerie exclusive aux lauréates et aux lauréats ;
- un hommage public aux lauréats et aux lauréates par le gouvernement du Québec au cours d'une cérémonie officielle.

## Origine du nom
Le prix doit son nom au frère Marie-Victorin (1886-1944), homme de science, religieux et nationaliste. Le frère Marie-Victorin a joué un rôle de premier plan dans le mouvement scientifique du Québec des années 1920. Toute sa vie fut consacrée à la formation d'une élite scientifique québécoise et à la diffusion de la science auprès de la population. La botanique devint sa véritable passion qu'il ne peut s'empêcher de partager avec ses élèves ou avec quiconque démontrait un intérêt pour le sujet.  En 1930, il lance l'idée d'un jardin botanique d'envergure internationale pour Montréal.

## Lauréats et lauréates
- 1973 - Bernard Boivin
- 1977 - Jacques Genest
- 1978 - Bernard Belleau
- 1979 - Armand Frappier
- 1980 - Claude Fortier
- 1981 - René Pomerleau
- 1982 - Camille Sandorfy
- 1983 - Pierre Dansereau
- 1984 - William Henry Gauvin
- 1985 - André Barbeau
- 1986 - Stanley Georges Mason
- 1987 - Pierre Deslongchamps
- 1988 - Germain J. Brisson
- 1989 - Jacques Leblanc
- 1990 - Leo Yaffe
- 1991 - Mircea Steriade
- 1992 - Charles-Philippe Leblond
- 1993 - non attribué
- 1994 - Ronald Melzack
- 1995 - John J. Jonas
- 1996 - Stephen Hanessian
- 1997 - Louis Legendre
- 1998 - Ashok K. Vijh
- 1999 - Gilles Fontaine
- 2000 - Gilles Brassard
- 2001 - Robert Emery Prud'homme
- 2002 - Claude Hillaire-Marcel
- 2003 - Louis Taillefer
- 2004 - Graham Bell
- 2005 - Pierre Legendre
- 2006 - Lawrence A. Mysak
- 2007 - Yves Bergeron
- 2008 - André Charette
- 2009 - Victoria Kaspi
- 2010 - André D. Bandrauk
- 2011 - Serge Payette
- 2012 - Louis Bernatchez
- 2013 - James D. Wuest
- 2014 - Ke Wu
- 2015 - Pierre Demers
- 2016 - Mario Leclerc
- 2017 - Yoshua Bengio
- 2018 - Gilbert Laporte
- 2019 - Sylvain Moineau
- 2020 - Anne de Vernal
- 2021 - Federico Rosei
- 2022 - Roberto Morandotti
- 2023 - Christian Messier
- 2024 - René Doyon

### Articles
- Prix du Québec
- Marie-Victorin